# Grzybolubkowate

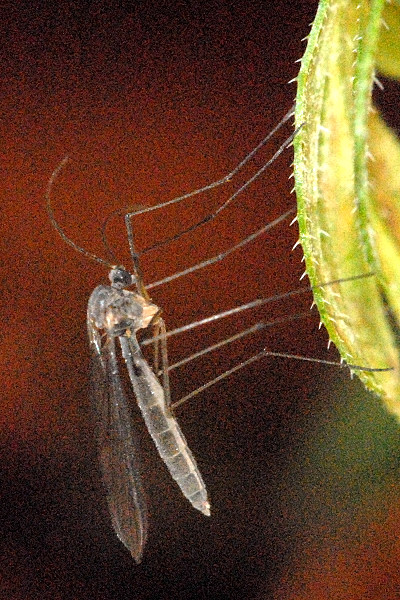
Bolitophila cinerea

Grzybolubkowate (Bolitophilidae) – rodzina muchówek z podrzędu długoczułkich, obejmująca tylko rodzaj Bolitophila. Należą tu 64 opisane gatunki, zasiedlające państwo holarktyczne i Tajwan. Mają smukłe ciała długości 3–10 mm i skrzydła długości 4–7 mm o charakterystycznym użyłkowaniu. Larwy rozwijają się w owocnikach grzybów wielkoowocnikowych.

## Opis
Ciało grzybolubkowatych ma od 3 do 10 mm długości i delikatną, smukłą budowę z długimi odnóżami. Ubarwione są szarobrązowo. Głowę mają z nasadowym członem biczyka czułków 1,5 raza dłuższym niż kolejne, a nadustkiem ryjkowato wydłużonym. Pierwsze: episternit i basisternit stanowią u nich osobne skleryty. Ich skrzydła mają od 4 do 7 mm długości. Żyłka poprzeczna m-cu położona jest znacznie bliżej nasady skrzydła niż r-m. Żyłka medialna z dobrze widocznym sektorem bazalnym. Podobnie jak u płaskorożkowatych, wierzchołek żyłki R4 przesunięty jest ku nasadzie skrzydła, w pobliże żyłki R1 – u gatunków z podrodzaju nominatywnego żyłki te są połączone, zaś u podrodzaju Cliopisa żyłka R4 kończy się na koście. Stosunek długości pierwszego sektora żyłki CuA (część położona nasadowo od połączenia z m-cu) do drugiego jej sektora (część od połączenia z m-cu do krawędzi skrzydła) mieści się między 0,6 a 0,1. Żyłka analna A1 jest kompletna. Charakterystycznymi, autapomorficznymi cechami larw z tej rodziny są obecność czułków i spłaszczone żuwaczki.
| |
| Schemat użyłkowania skrzydeł u podrodzaju Bolitophila (u góry) i Cliopisa (poniżej). Widoczna różnica w zakończeniu R4. Legenda: Pt: pterostygma; C: krawędź kostalna; Sc: żyłka subkostalna; R: żyłka radialna; M: żyłka medialna; Cu: żyłka kubitalna; A: żyłka analna; h: żyłka barkowa; r-m: żyłka poprzeczna radialno-medialna; m-cu: żyłka poprzeczna medialno-kubitalna. |
| |

## Biologia i występowanie
Larwy wszystkich grzybolubkowatych rozwijają się wewnątrz miękkich owocników wielkoowocnikowych podstawczaków, należących do takich rzędów jak pieczarkowce, borowikowce i gołąbkowce. Imagines spotyka się w miejscach wilgotnych i zacienionych, jak brzegi leśnych wód, klify, wyloty jaskiń czy systemy korzeniowe powalonych drzew. Dorosłe niektórych gatunków odbywają hibernację lub estywację w jaskiniach i piwnicach.
Rodzina głównie holarktyczna. Z krainy orientalnej znane są tylko trzy gatunki, występujące na Tajwanie. 45 gatunków znanych jest z Palearktyki, a 20 z Nearktyki. Z terenu Polski wykazano 16 gatunków (zobacz: grzybolubkowate Polski).

## Taksonomia
Takson rangi ponadrodzajowej wprowadził w 1864 roku Johannes Winnertz. Dawniej grzybolubkowate traktowano jako podrodzinę bedliszkowatych. Obecnie traktuje się je jako osobną, monotypową rodzinę. Wymarły, wczesnokredowy rodzaj Mangas został zaliczony do podrodziny Mangasinae w obrębie Bolitophilidae przez autora opisu, jednak w 2005 Hippa i Vilkamaa wynieśli tę podrodzinę do rangi osobnej rodziny – Mangasidae. W obrębie infrarzędu Bibionomorpha zalicza się Bolitophilidae do grupy Myctetophiliformia. Wśród niej, wraz z Ditomyiidae, Diadocidiidae i Keroplatidae tworzą nadrodzinę Keroplatoidea.
Rodzaj Bolitophila został wprowadzony w 1818 roku przez Johanna Wilhelma Meigena. W 1840 John Obadiah Westwood wyznaczył Bolitophila cinerea jego gatunkiem typowym. Rodzaj ten dzieli się na dwa podrodzaje ze względu na cechę użyłkowania skrzydeł, przy czym podział ten uważany jest za sztuczny. Do 2011 roku opisano 64 gatunki:
- podrodzaj: Bolitophila sensu stricto Meigen, 1818
  - Bolitophila antennata Ševčík et Papp, 2004
  - Bolitophila atlantica Fisher, 1934
  - Bolitophila austriaca (Mayer, 1950)
  - Bolitophila basicornis (Mayer, 1951)
  - Bolitophila bucera Shaw, 1940
  - Bolitophila caspersi Plassmann, 1986
  - Bolitophila cinerea Meigen, 1818
  - Bolitophila collarti (Tollet, 1943)
  - Bolitophila cooremani (Tollet, 1955)
  - Bolitophila dubiosa Van Duzee, 1928
  - Bolitophila dupla Garrett, 1925
  - Bolitophila japonica (Okada, 1934)
  - Bolitophila lengersdorfi (Tollet, 1955)
  - Bolitophila leruthi (Tollet, 1955)
  - Bolitophila miki (Mayer, 1950)
  - Bolitophila patulosa Garrett, 1925
  - Bolitophila perlata Garrett, 1925
  - Bolitophila raca Garrett, 1925
  - Bolitophila saundersii (Curtis, 1836)
  - Bolitophila sibirica (Ostroverchova, 1979)
  - Bolitophila simplex Garrett, 1925
  - Bolitophila spinigera Edwards, 1925
  - Bolitophila tenella Winnertz, 1864

- podrodzaj: Cliopisa Enderlein, 1936
  - Bolitophila  acuta Garrett, 1925
  - Bolitophila alberta Fisher, 1937
  - Bolitophila aperta Lundström, 1914
  - Bolitophila bilobata Garrett, 1925
  - Bolitophila bimaculata Zetterstedt, 1838
  - Bolitophila bispinosa Mayer, 1951
  - Bolitophila clavata Garrett, 1925
  - Bolitophila connectans Garrett, 1925
  - Bolitophila curviseta Ostroverchova, 1979
  - Bolitophila distus Fisher, 1937
  - Bolitophila doerrsteini Plassmann, 1988
  - Bolitophila dubia Siebke, 1863
  - Bolitophila edwardsiana Stackelberg, 1969
  - Bolitophila fumida Edwards, 1941
  - Bolitophila glabrata Loew, 1869
  - Bolitophila glabratella Mayer, 1951
  - Bolitophila hybrida (Meigen, 1804)
  - Bolitophila incisa Ostroverchova & Grishina, 1974
  - Bolitophila ingrica Stackelberg, 1969
  - Bolitophila latipes Tollet, 1943
  - Bolitophila limitis Polevoi, 1996
  - Bolitophila maculipennis Walker, 1836
  - Bolitophila melanoleuci Polevoi, 1996
  - Bolitophila modesta Lackschewitz, 1937
  - Bolitophila montana Coquillett, 1901
  - Bolitophila nigrolineata Landrock, 1912
  - Bolitophila obscurior Stackelberg, 1969
  - Bolitophila occlusa Edwards, 1913
  - Bolitophila palustris Ostroverchova, 1979
  - Bolitophila pseudohybrida Landrock, 1912
  - Bolitophila rectangulata Lundström, 1913
  - Bolitophila recurva Garrett, 1925
  - Bolitophila rossica Landrock, 1912
  - Bolitophila scherfi Plassmann, 1970
  - Bolitophila spelaeicola Tollet, 1955
  - Bolitophila subbimaculata Zaitzev,1994
  - Bolitophila subteresa Garrett, 1925
  - Bolitophila taihybrida Ševčík & Papp, 2004
  - Bolitophila tarsata Okada, 1935
  - Bolitophila tarsatiformis Ostroverchova, 1979
  - Bolitophila tungusica Ostroverchova, 1979